# Liste der Monuments historiques in Sadirac
Die Liste der Monuments historiques in Sadirac führt die Monuments historiques in der französischen Gemeinde Sadirac auf.

## Liste der Bauwerke
| Bezeichnung          | Beschreibung | Standort | Kennzeichnung | Schutzstatus | Datum | Bild           |
| -------------------- | ------------ | -------- | ------------- | ------------ | ----- | -------------- |
| Schloss Grand Verdus |              | (Lage)   | PA00083705    | Inscrit      | 1978  | weitere Bilder |
| Schloss Tustal       |              | (Lage)   | PA33000108    | Inscrit      | 2008  | weitere Bilder |
| Friedhofskreuz       |              | (Lage)   | PA00083706    | Classé       | 1907  | weitere Bilder |
| Kirche St-Martin     |              | (Lage)   | PA00083707    | Inscrit      | 1925  | weitere Bilder |

## Liste der Objekte
| Bezeichnung               | Beschreibung                    | Standort                       | Kennzeichnung | Schutzstatus | Datum | Bild |
| ------------------------- | ------------------------------- | ------------------------------ | ------------- | ------------ | ----- | ---- |
| Skulptur Madonna mit Kind | Eichenholz, 13./14. Jahrhundert | in der Kirche St-Martin (Lage) | PM33000658    | Classé       | 1980  |      |